# Maison Seilhan
La Maison Seilhan fut donnée à Dominique de Guzmán lors du partage de l'héritage de Bernard Seilhan, viguier du comte de Toulouse, le 25 avril 1215. L'acte est conservé aux Archives nationales. La Maison Seilhan présente diverses œuvres artistiques figurant les saints de l’Ordre et des souvenirs liés à la figure d’Henri-Dominique Lacordaire (1802-1861), restaurateur de l’Ordre en France. Elle est considérée comme l'endroit où l’ordre des Prêcheurs a été fondé.
La Maison Seilhan (avec la chambre de saint Dominique) peut se visiter certains jours de la semaine, mais l'accès à la chapelle au plafond à caissons n'est pas garanti car des cours de l'Institut Catholique de Toulouse peuvent s'y tenir.

## Historique
En 1215, le prédicateur castillan Dominique de Guzmán, s’installe avec plusieurs compagnons dans la maison familiale de l’un d’eux, Pierre Seilhan. Le 25 avril 1215, Dominique reçoit officiellement, en tant que responsable de la communauté, la propriété de la maison, part d’héritage dévolue à Pierre Seilhan engagé par des vœux religieux.
Tout en s’installant, en juillet 1216, au prieuré Saint-Romain (rue Saint-Rome), puis progressivement, à partir de 1234, aux dits « Jacobins », les religieux de l’Ordre des Prêcheurs gardent la jouissance et l’usage de la Maison jusqu’à la fin du XVIIIe siècle.
La Maison servit à loger les frères détachés de la communauté pour le service de l’Inquisition, d’où le nom qui lui est connu : "Maison de l’Inquisition".
En 1989, l’Association Toulousaine de Saint-Dominique rachète, au nom de l’ordre des Prêcheurs, la Maison. Au même moment, l’Institut catholique de Toulouse acquiert le reste des bâtiments, dont l’ancienne chapelle aménagée au XVIIe siècle. Celle-ci est transformée en amphithéâtre et devient une salle de cours. La chapelle des Sœurs de la Société de Marie Réparatrice (dernières propriétaires avant l’Institut catholique) prend alors le nom d’amphithéâtre Bruno de Solages.
L’ensemble, Maison Seilhan et amphithéâtre Bruno de Solages, est adossé sur les vestiges de l’enceinte romaine de Toulouse.
Le portail de pierre blanche de la Maison Seilhan fut taillé et ajouté au XVIe siècle par le maître maçon toulousain Laurent Clary.
Les travaux d’aménagement de l’amphithéâtre Bruno de Solages ont permis de mettre au jour le plafond peint entre 1648 et 1650 par un novice dominicain, Balthasar-Thomas Moncornet (1630-1716). En quinze caissons est retracée la vie du fondateur, saint Dominique. Quatre tableaux muraux, aujourd’hui perdus, complétaient les scènes du plafond.
La Maison Seilhan conserve, quant à elle, un cycle de six toiles de 1754. Créées par Verotius pour le couvent des dominicains de Trèves (Allemagne), les œuvres ont intégré la Maison Seilhan, le 1er février 1861. 
Dans la Maison Seilhan est préservée, sous forme d’oratoire, la pièce dans laquelle la tradition veut que la première communauté dormit et pria.
Outre son plafond peint ancien, la pièce est dotée d’un vitrail contemporain, œuvre du dominicain Kim En Joong et d’un autel sculpté en 2014 par Dominique Kaeppelin.

## Lieux notables

### La chambre de Dominique
Selon la tradition, cette pièce est la chambre où saint Dominique et ses premiers compagnons ont vécu. On peut y voir des vestiges du mur de l'ancienne enceinte gallo-romaine de la ville. 

La chambre de saint Dominique
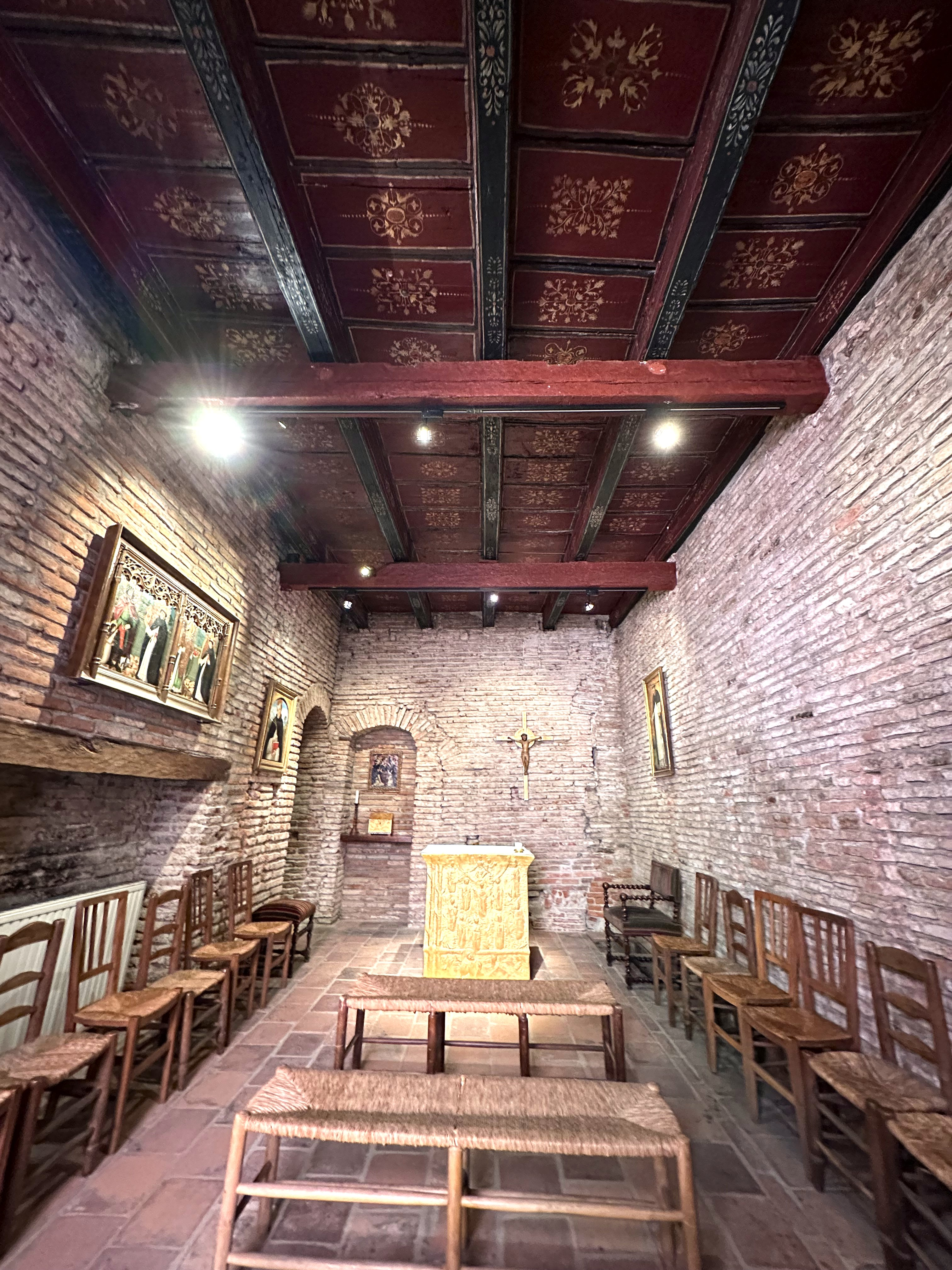
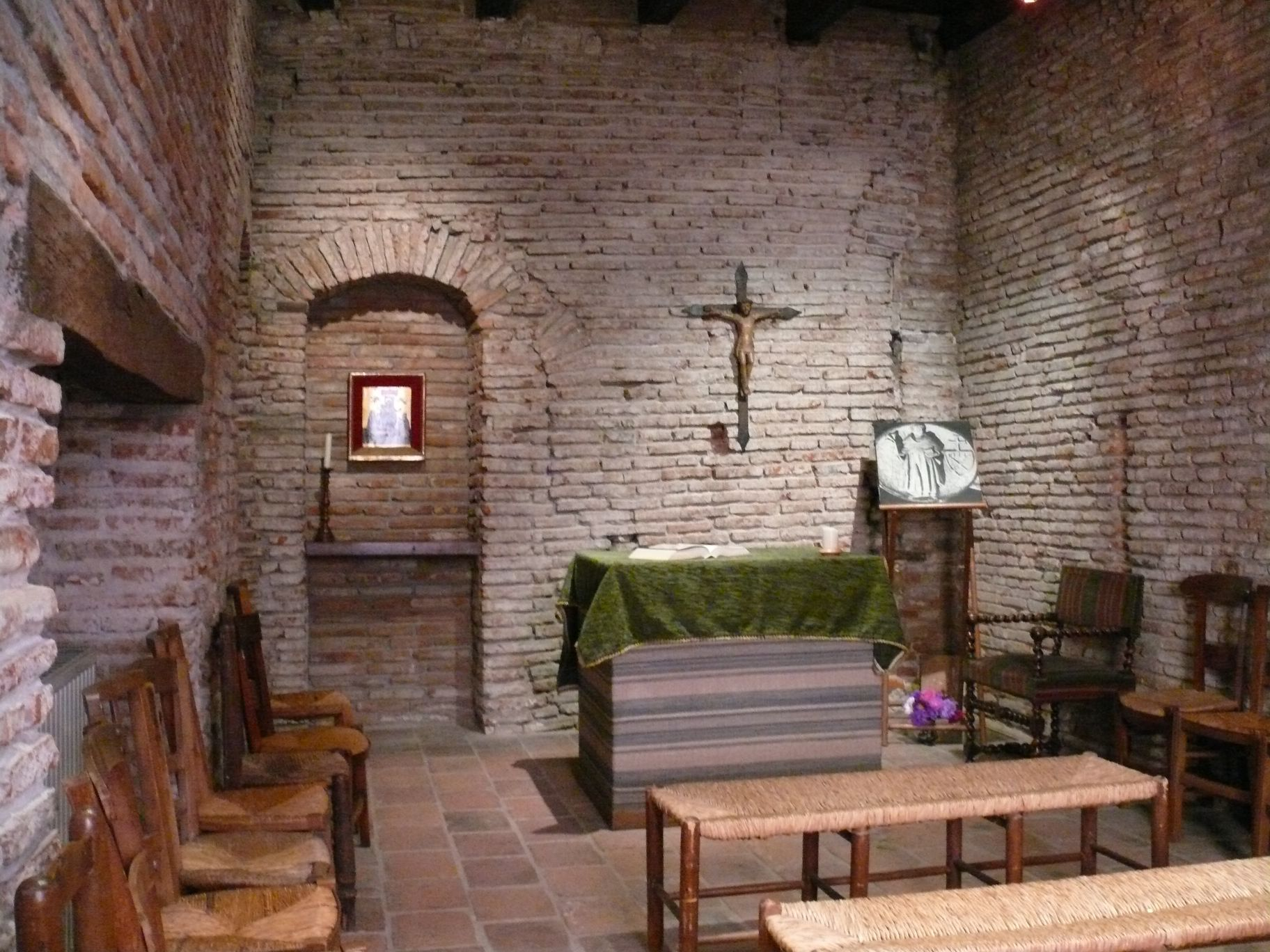

### Série de tableaux
Six tableaux situés à l'étage présentent la vie de Saint Dominique.

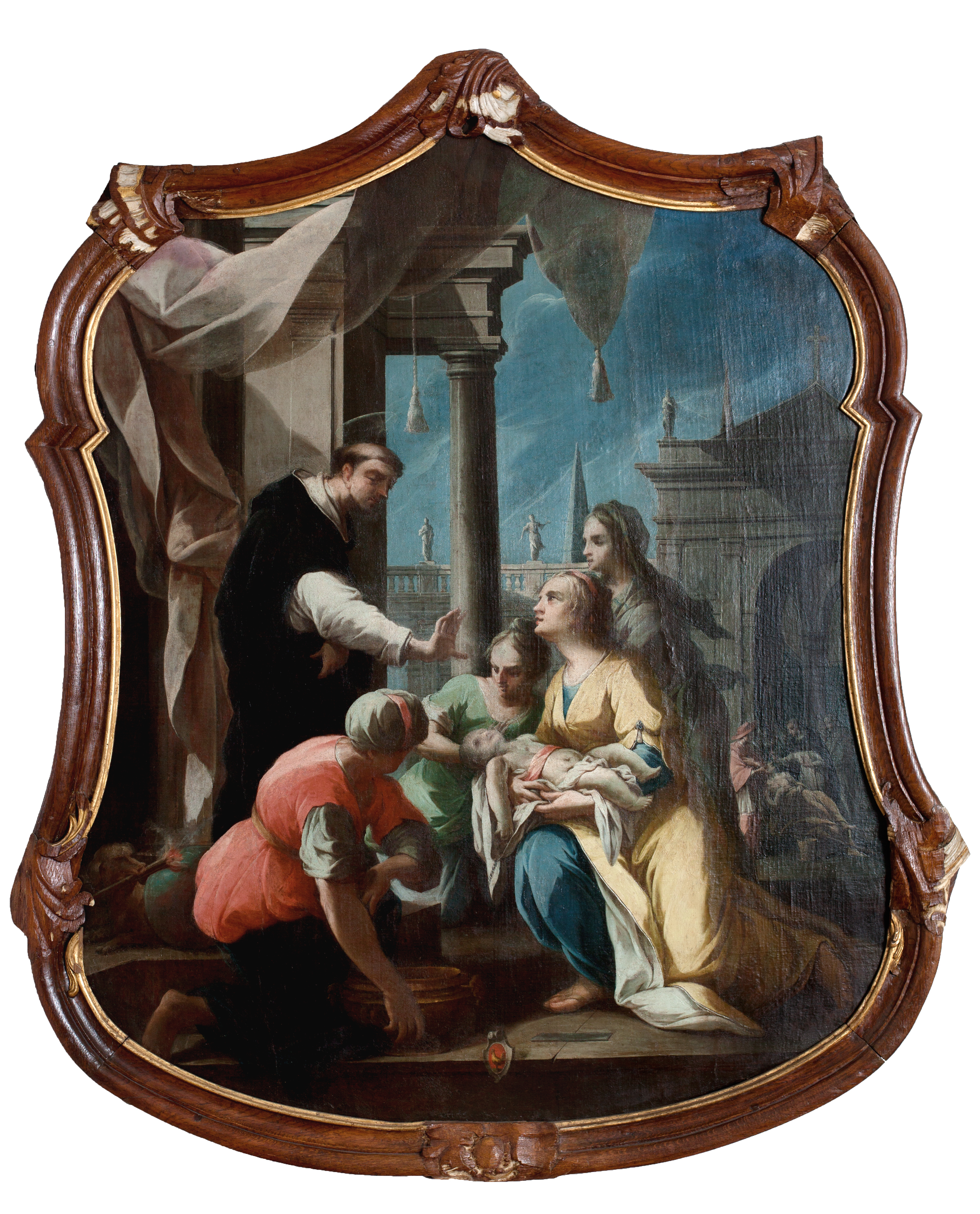
Résurrection du fils de la veuve à Saint-Sixte
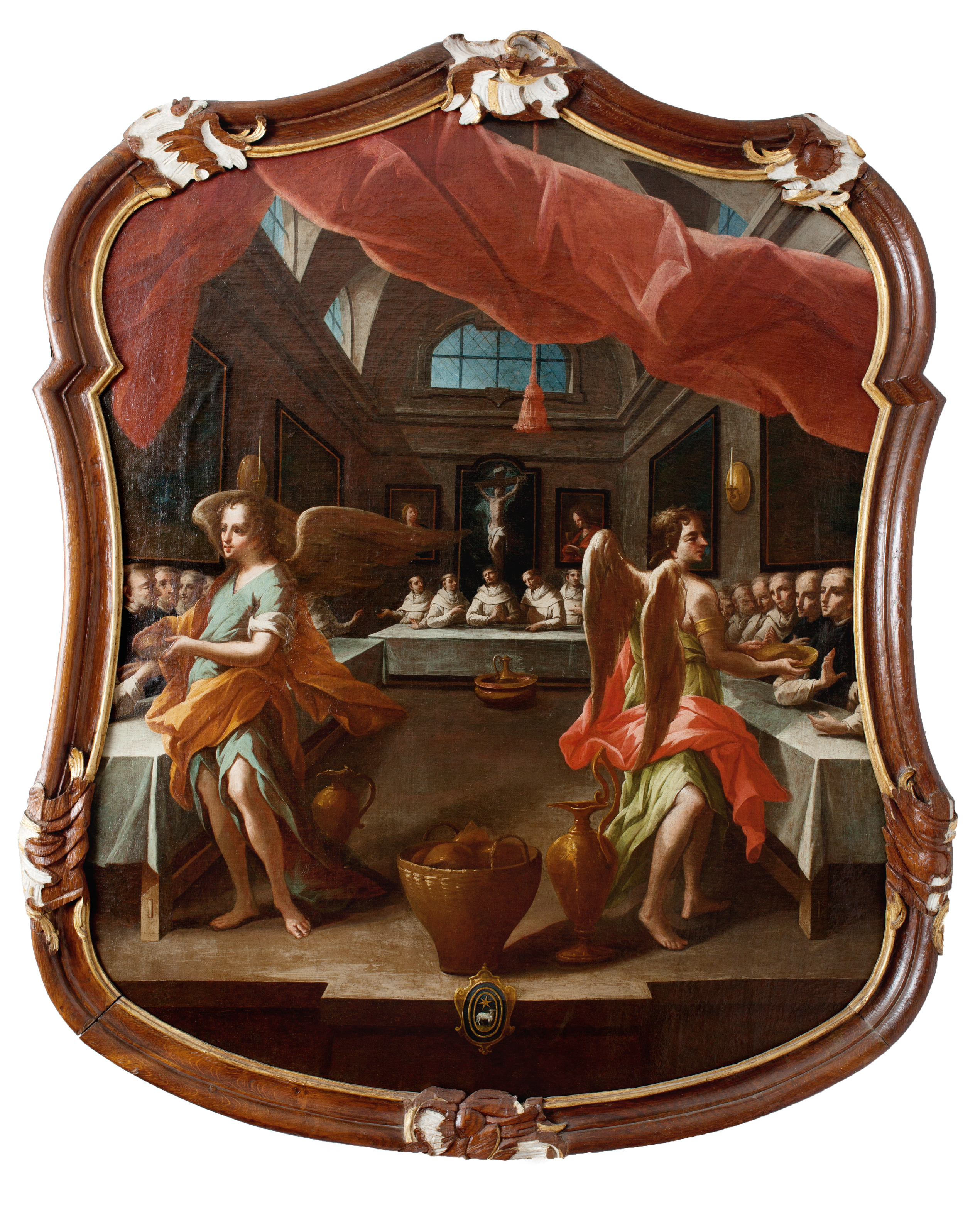
Miracle du repas à Saint-Sixte
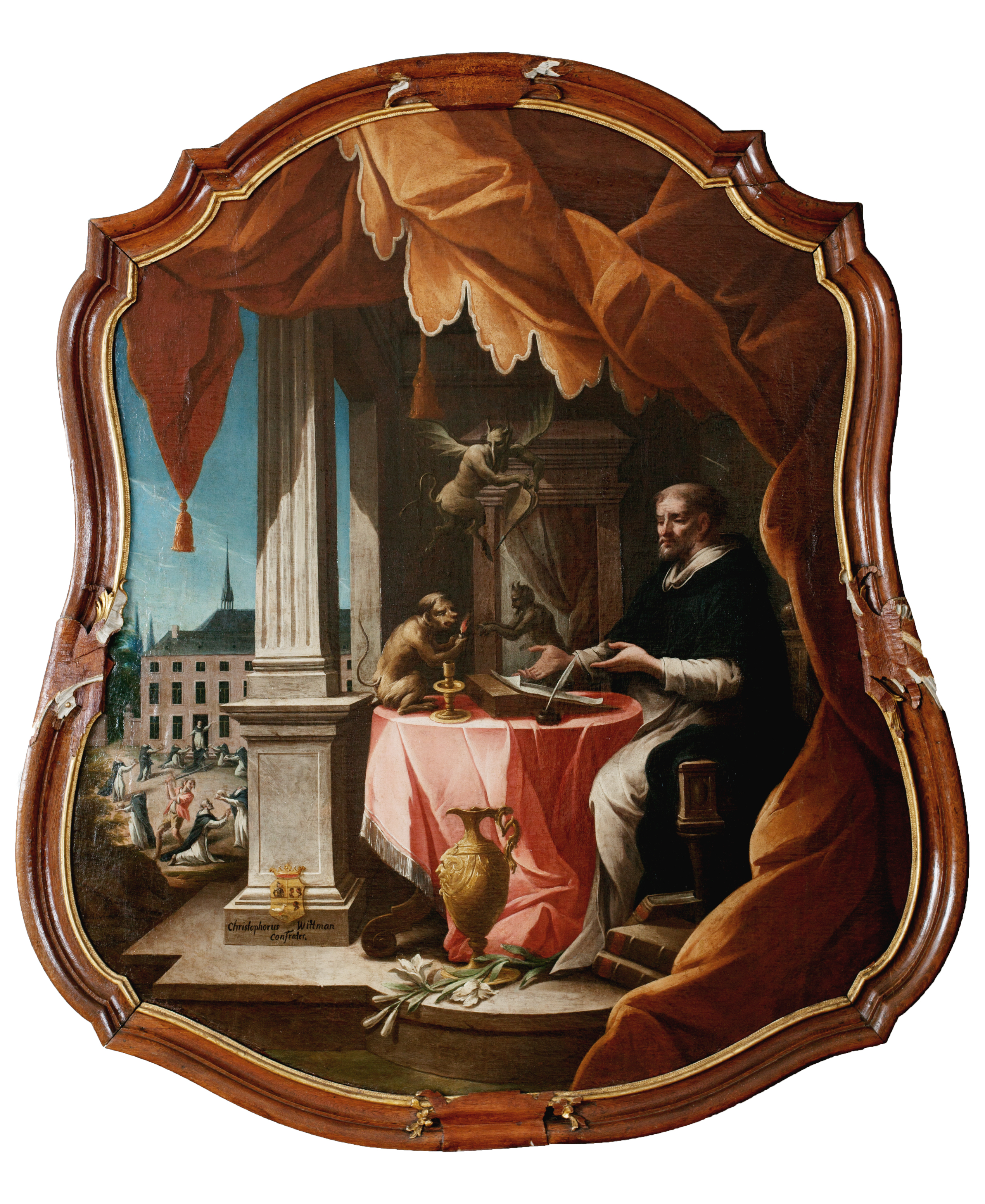
Saint Dominique maîtrise le démon à Saint-Sixte
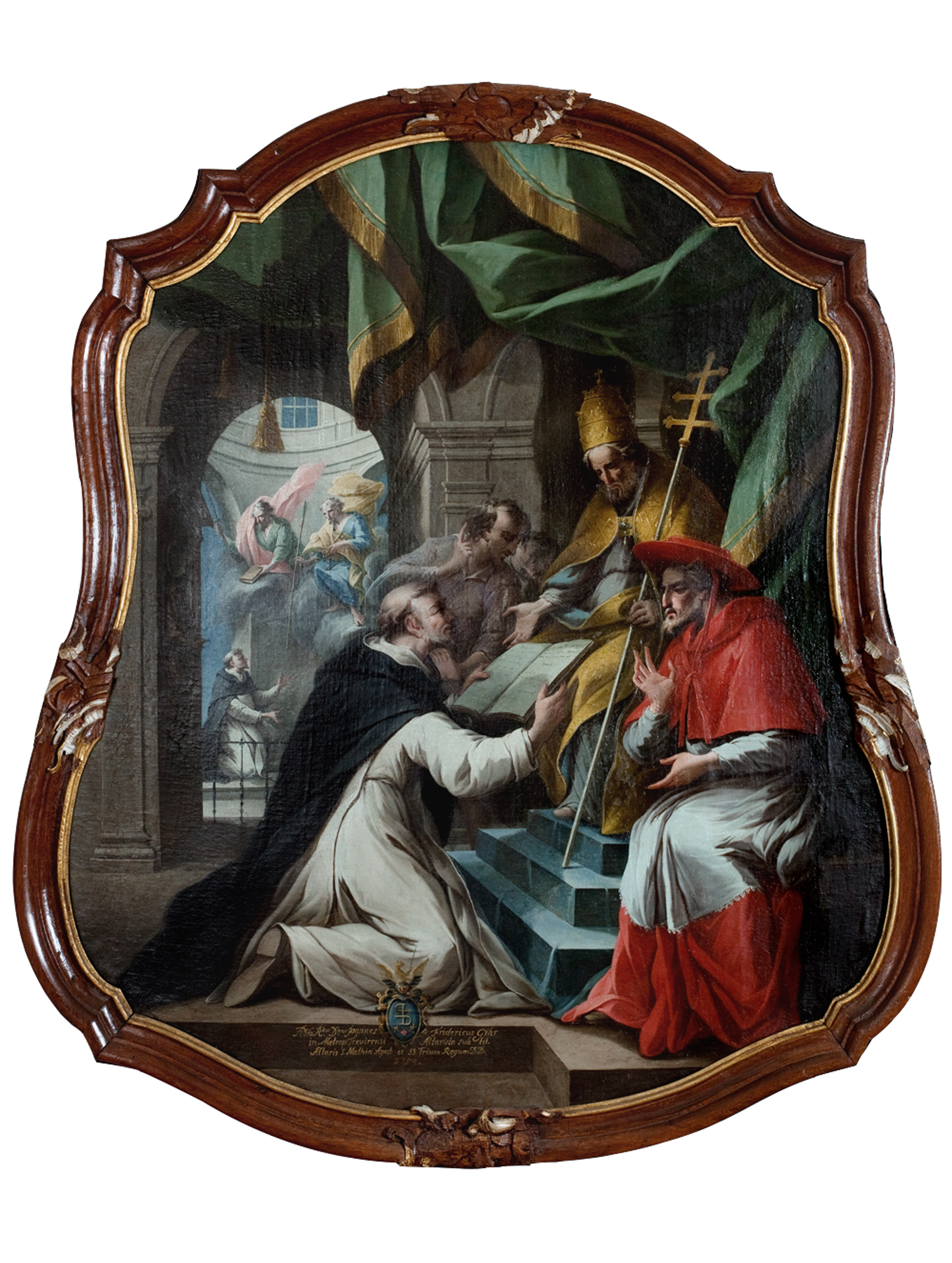
Approbation des Constitutions par Honorius III
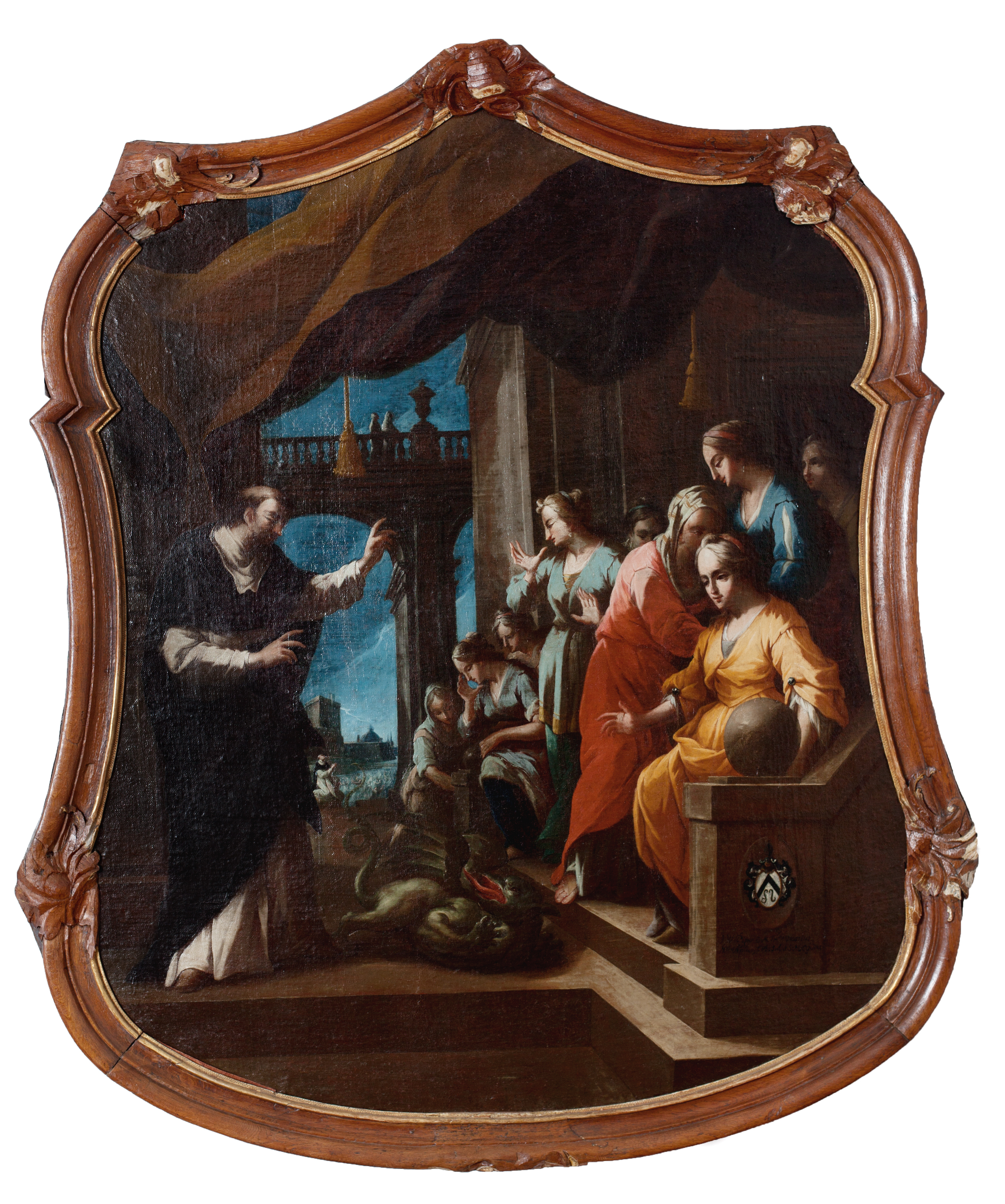
Conversion de femmes cathares
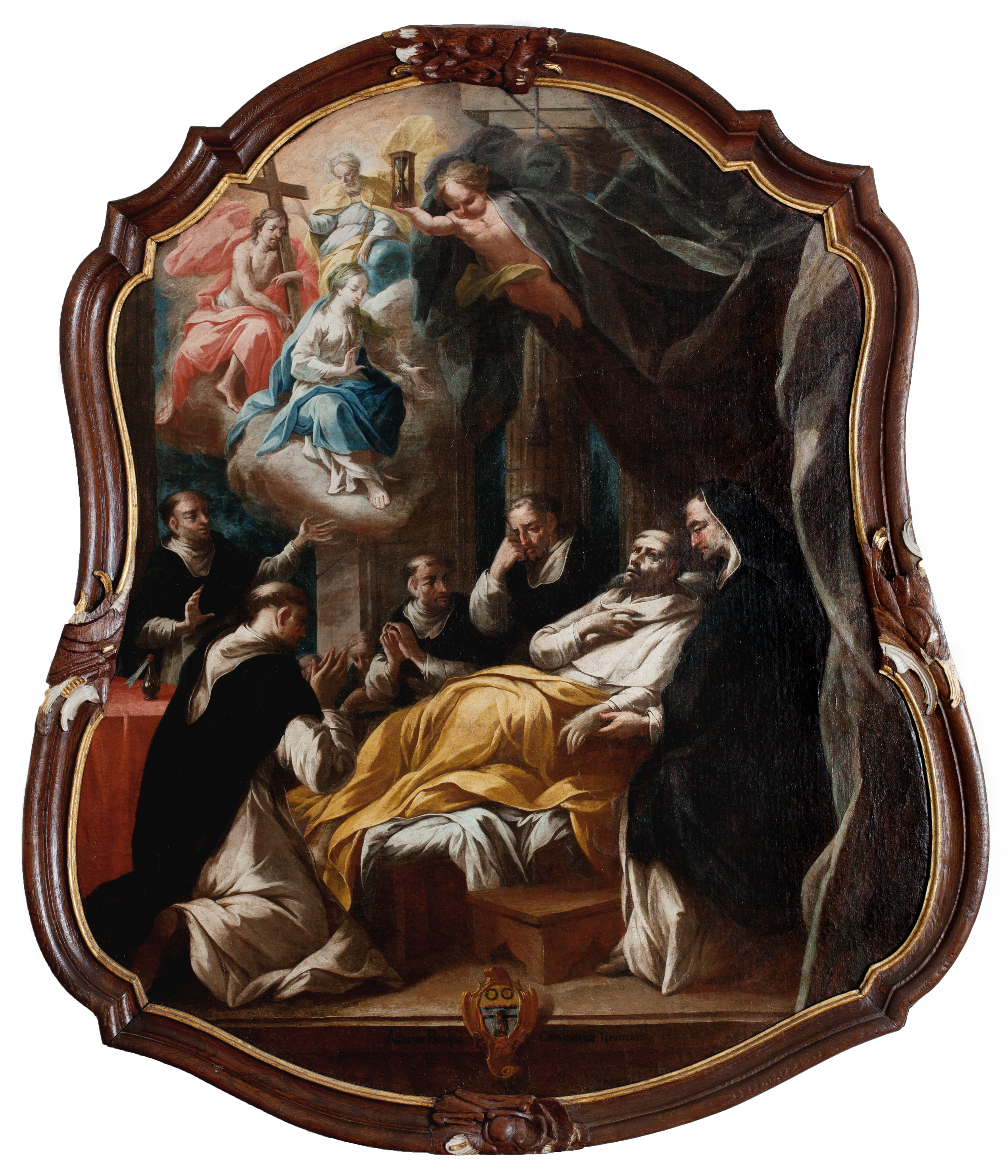
Mort de Saint Dominique à Bologne

### La chapelle

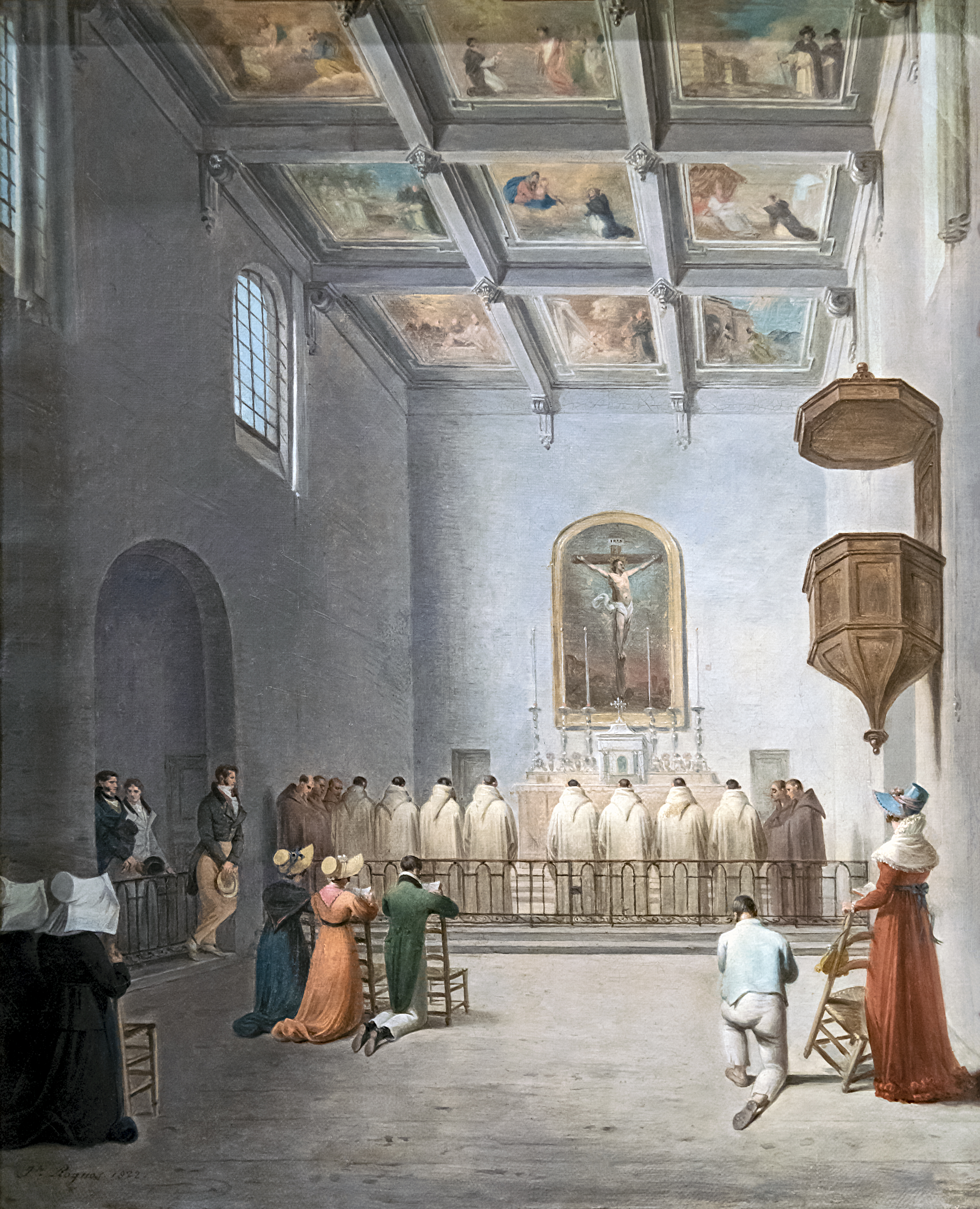
L'intérieur de la chapelle de l'Inquisition - Joseph Roques

Cette salle attenante à la Maison Seilhan a d'abord été la chapelle du lieu et actuellement un amphithéâtre de l'Université catholique. Son plafond est constitué d'une série de cinq fois trois tableaux du XVIIe siècle présentant la vie de Saint Dominique, comme une grande bande dessinée. Cette série a été peinte par Balthasar-Thomas Moncornet, frère dominicain.
L'un des tableaux montre Marie offrant le Rosaire à Saint Dominique. Cependant, ce n'est qu'une image car le Rosaire n'existait pas encore à l'époque du saint. Les Dominicains ont toujours eu une grande piété mariale.
Un autre panneau montre saint Pierre et saint Paul offrant à Dominique le bâton de la marche, le livre des Écritures pour réconcilier les gens avec Dieu.
Dans un autre caisson, un chien tient dans sa gueule une torche enflammée près d'un globe terrestre, en référence à la parole d'Évangile disant que Jésus vient allumer un grand feu sur terre. Le chien, un des symboles de l'ordre a été gardé en raison du jeu de mots : le « chien du maître » se dit en latin Domini canes, qui rappelle le mot « dominicain ».

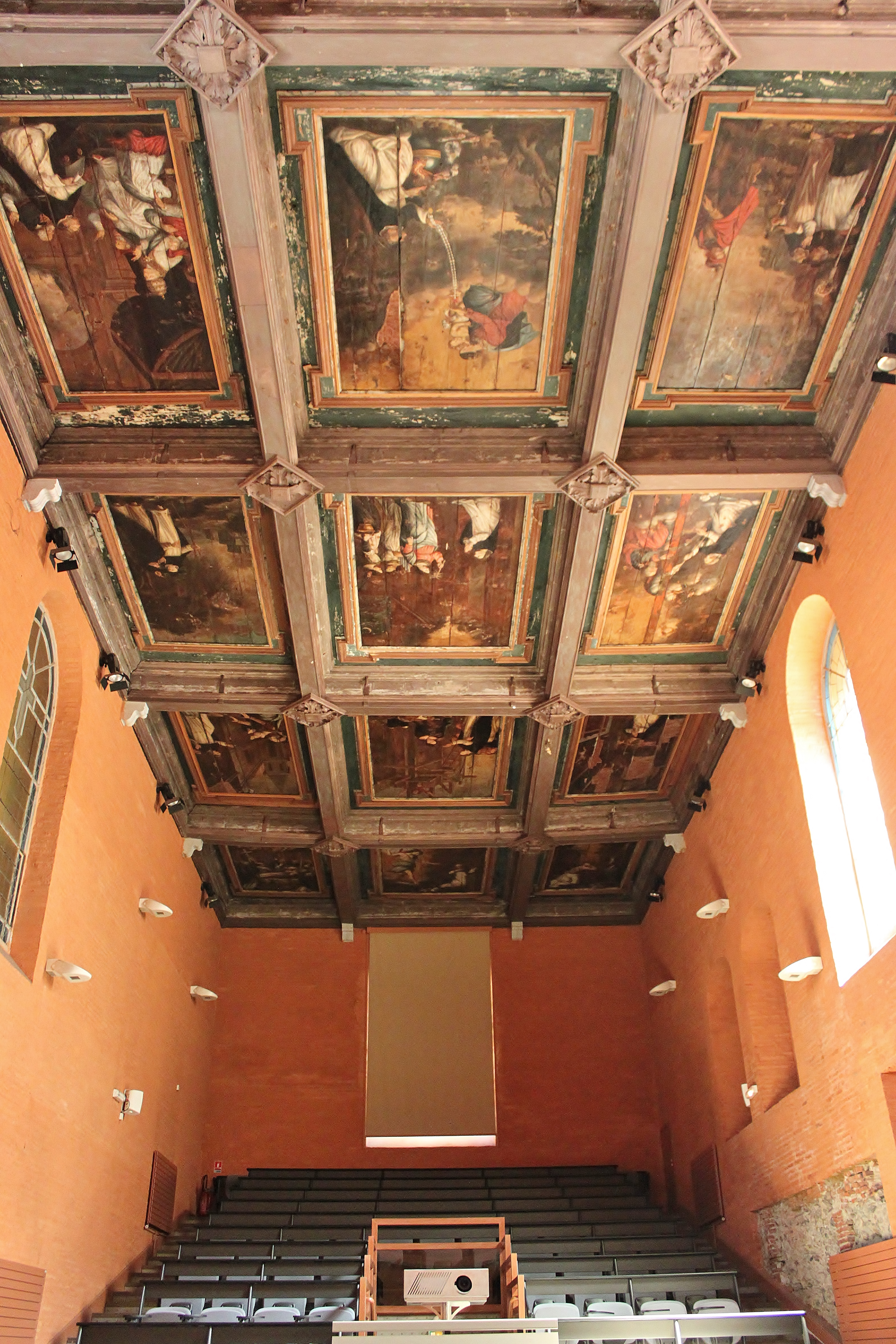
La chapelle est devenue un amphithéâtre de l'ICT.
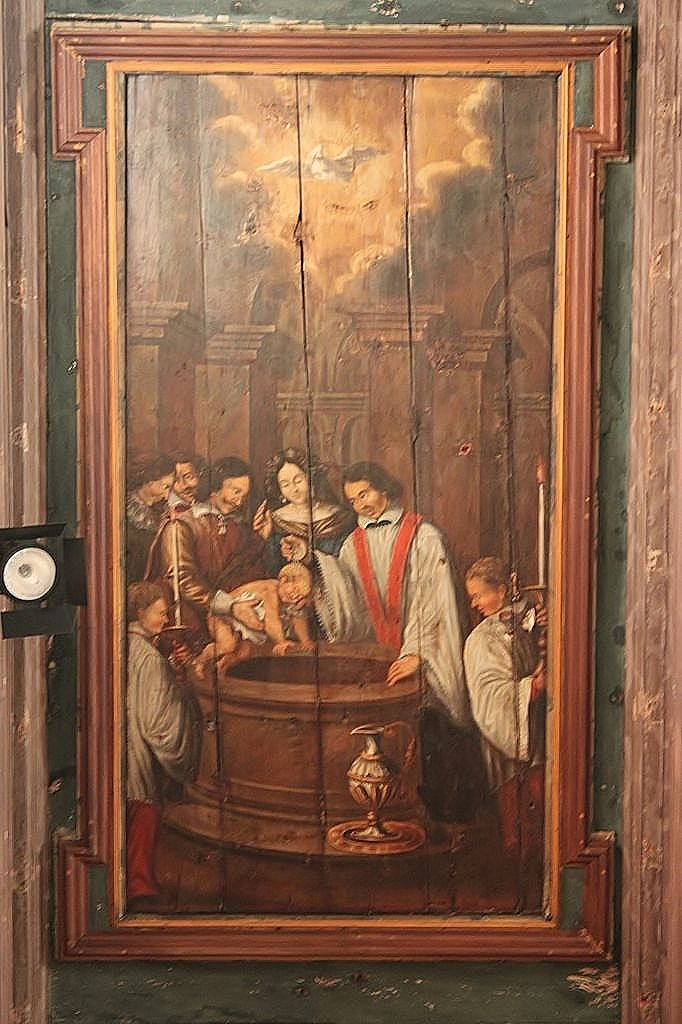
Caisson 1 - Le baptême de Dominique.
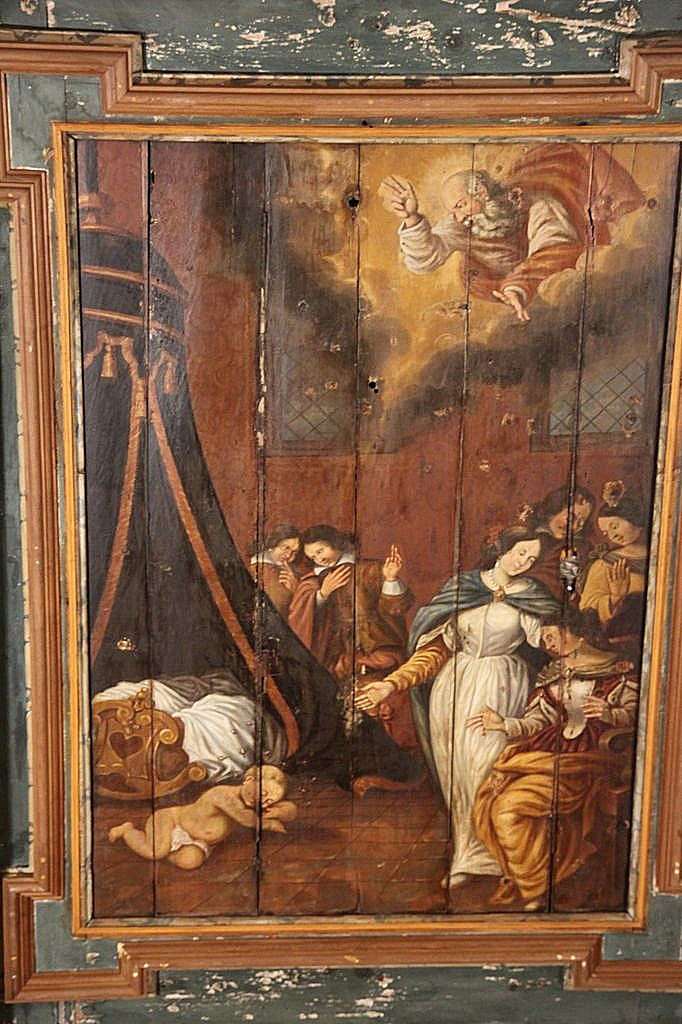
Caisson 2 - Un signe de vocation.
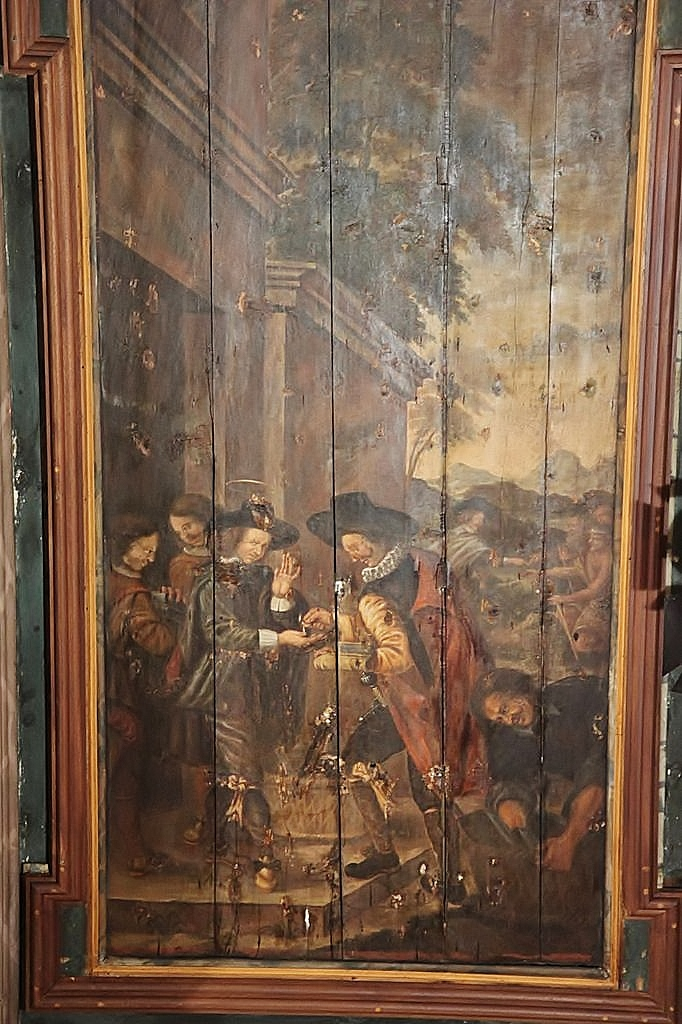
Caisson 3 - La miséricorde de Dominique.
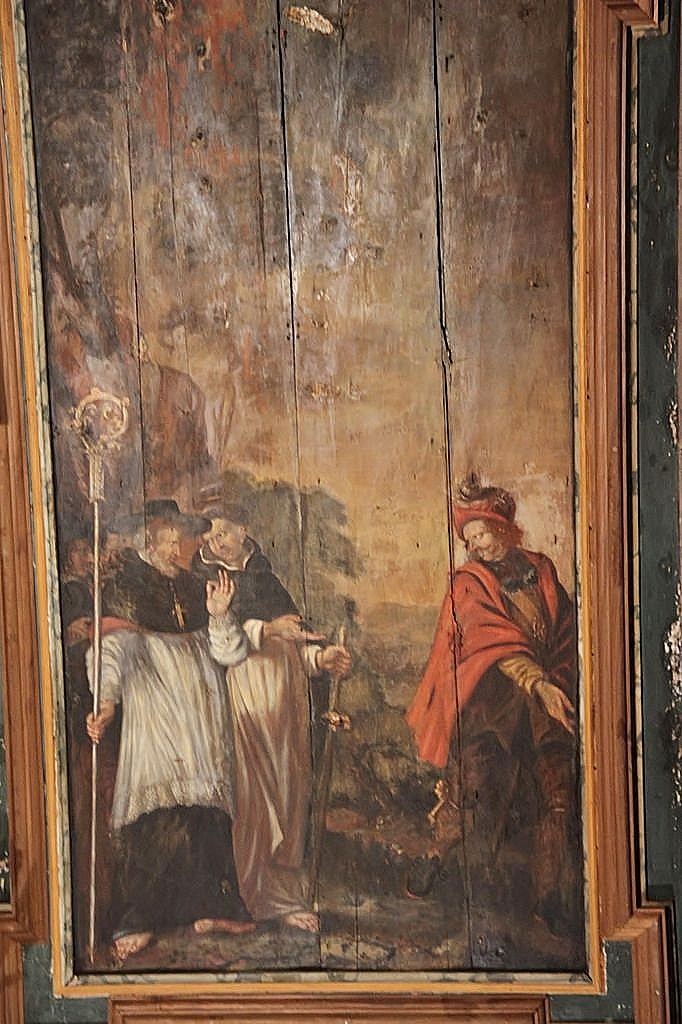
Caisson 4 - Le retour à l’Évangile.
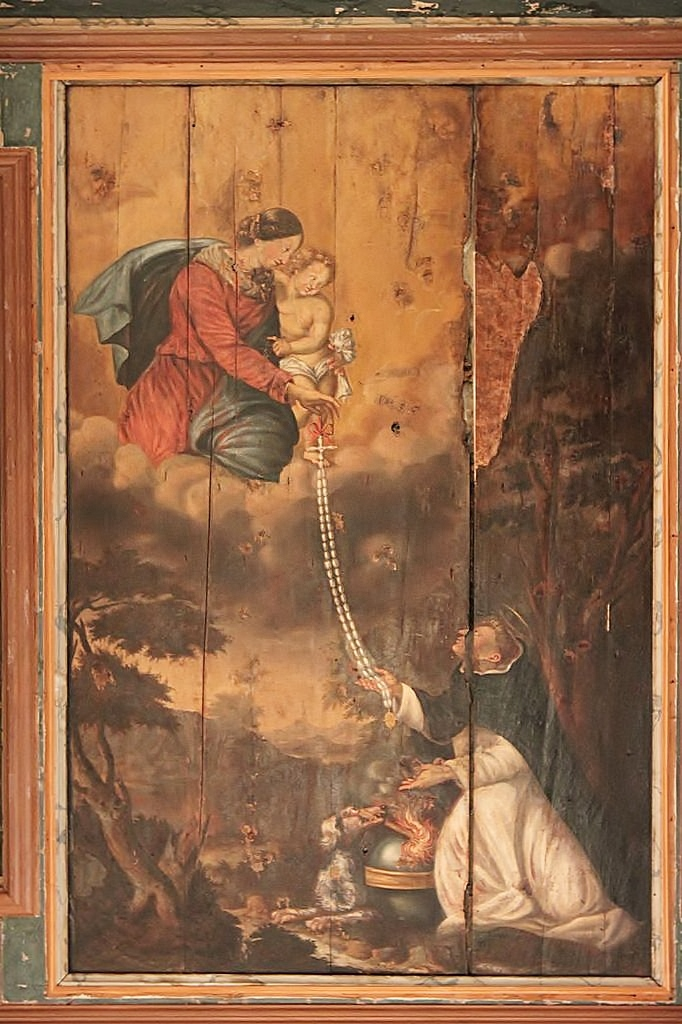
Caisson 5 - la prière du Rosaire.
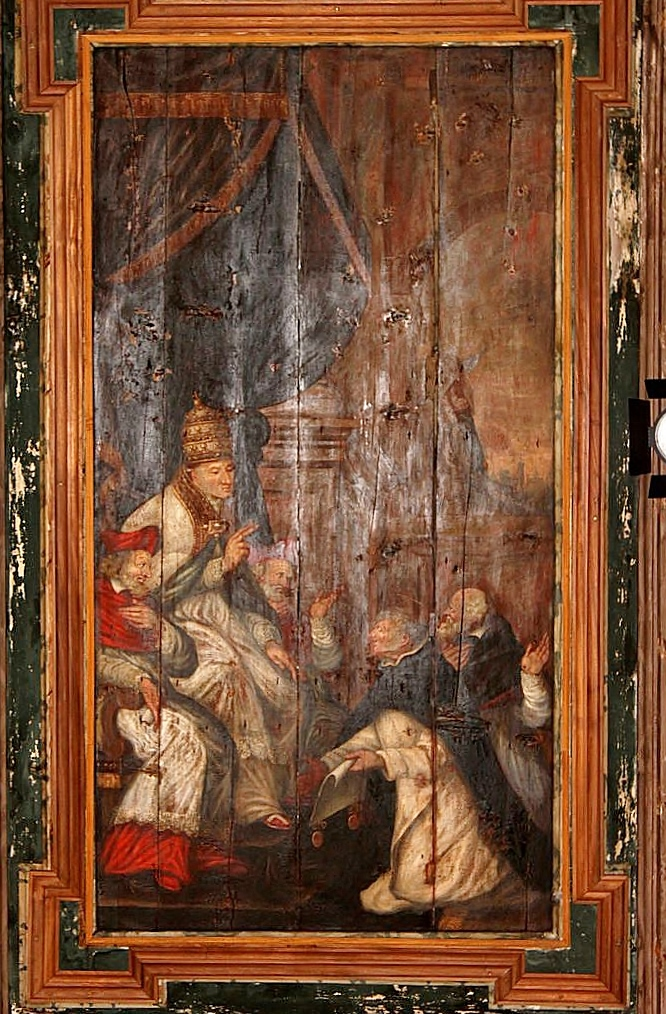
Caisson 6 - Institution de l'ordre des Prêcheurs.
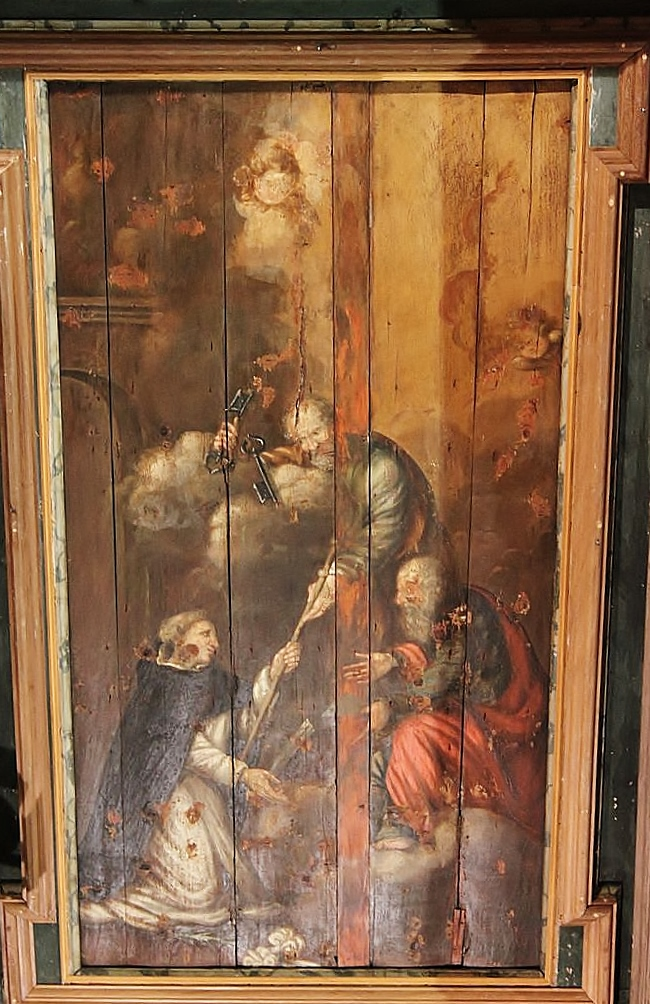
Caisson 7 - La vocation apostolique.
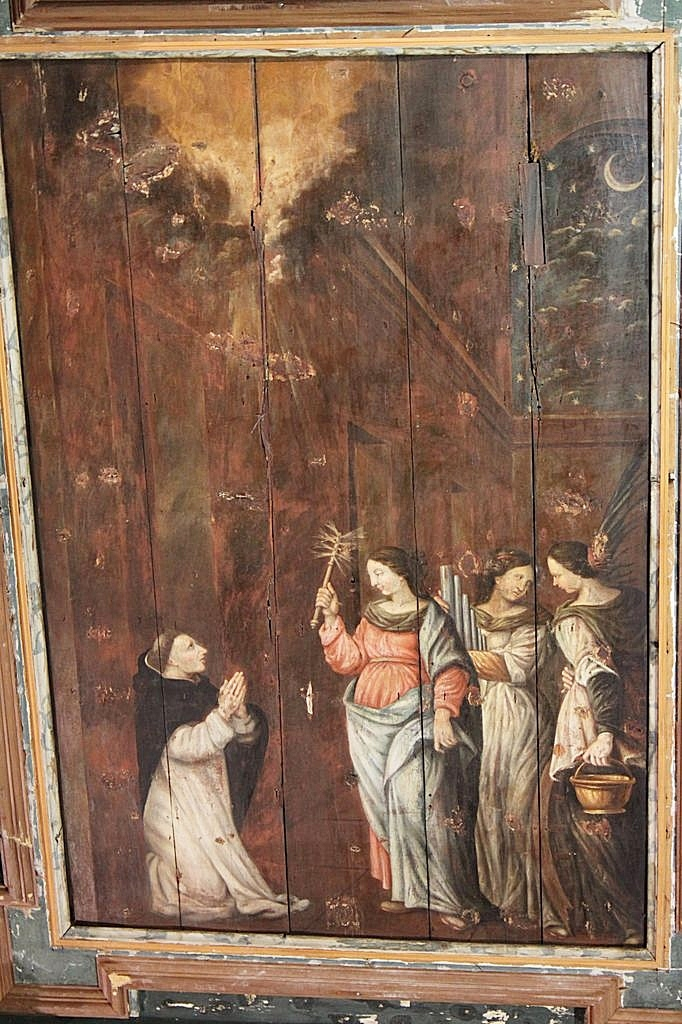
Caisson 8 - Protection de la Vierge Marie, de Catherine et de Cécile.
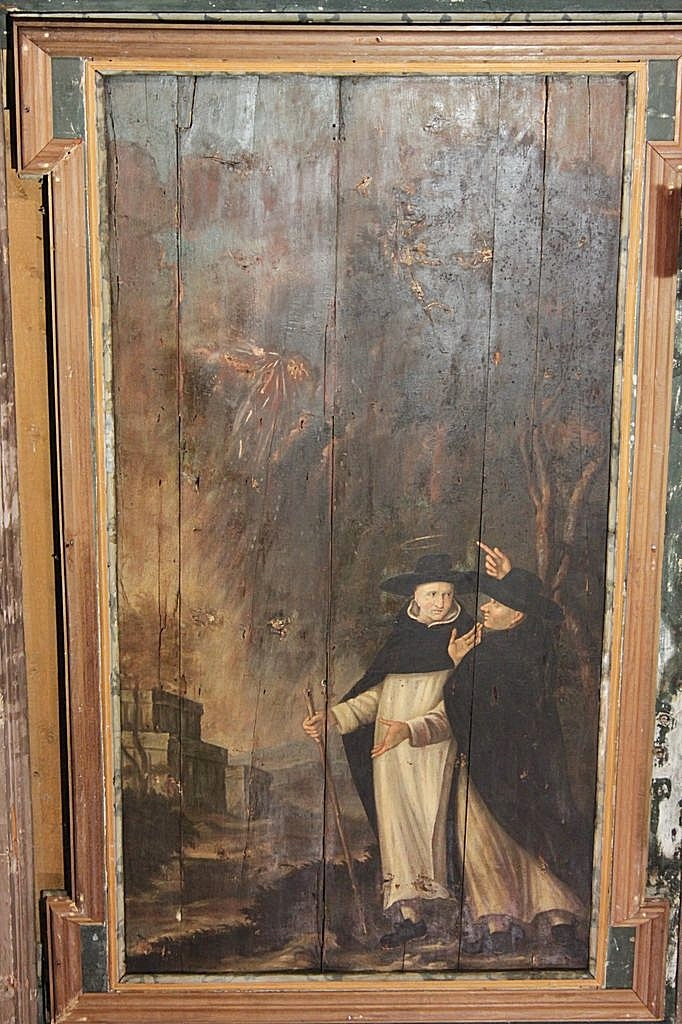
Caisson 9 - Une intervention miraculeuse.
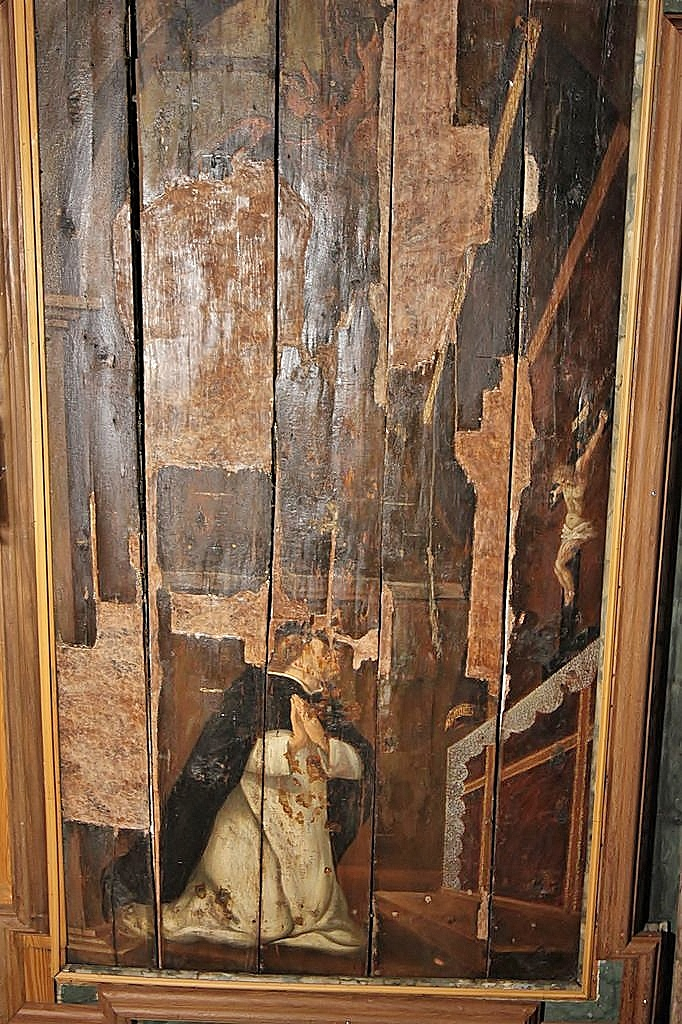
Caisson 10 - La prière de Dominique.
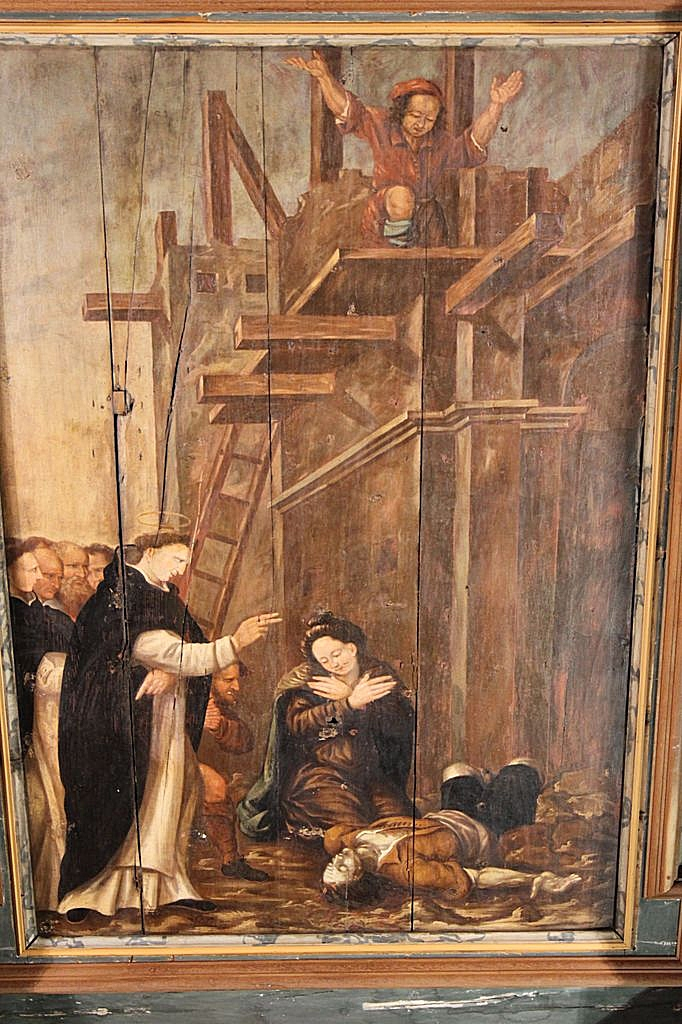
Caisson 11 - Une guérison.
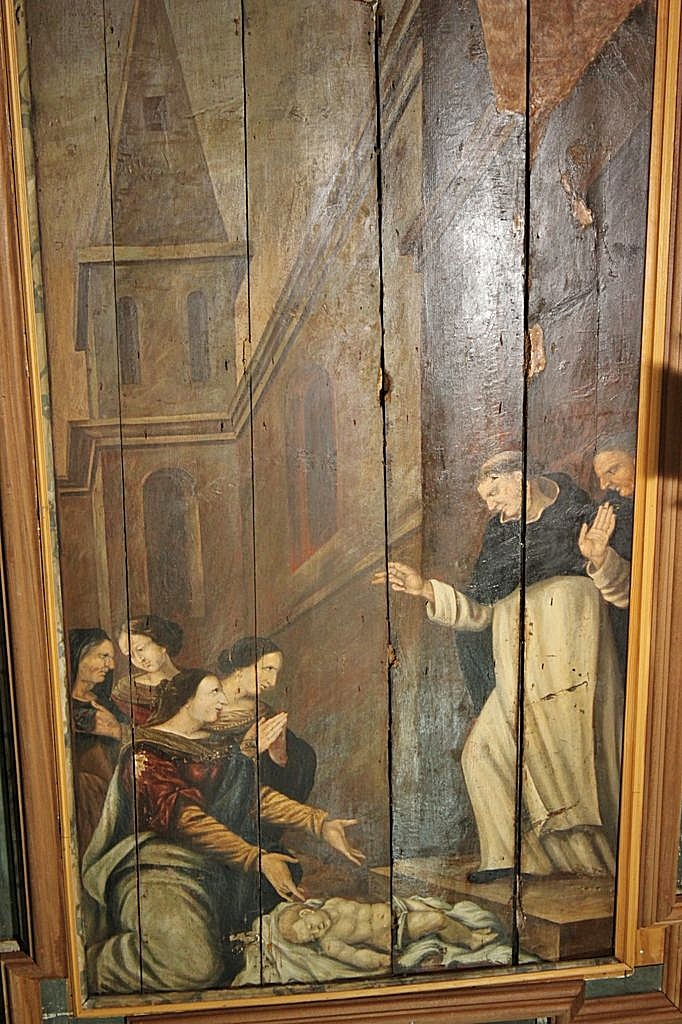
Caisson 12 - Une guérison à Rome.
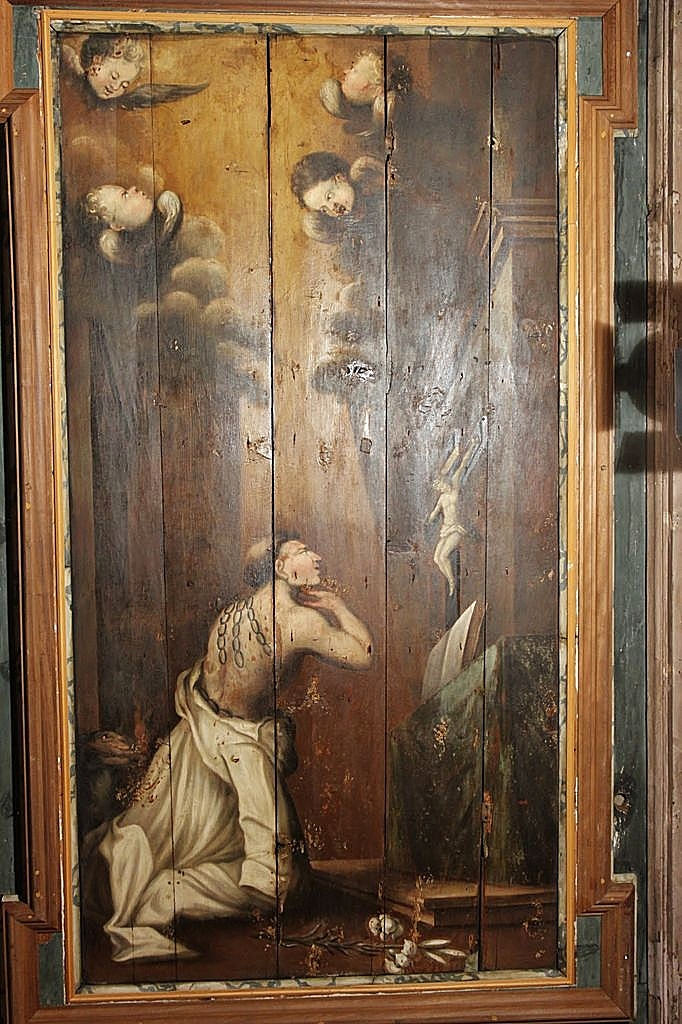
Caisson 13 - Pureté de Dominique.
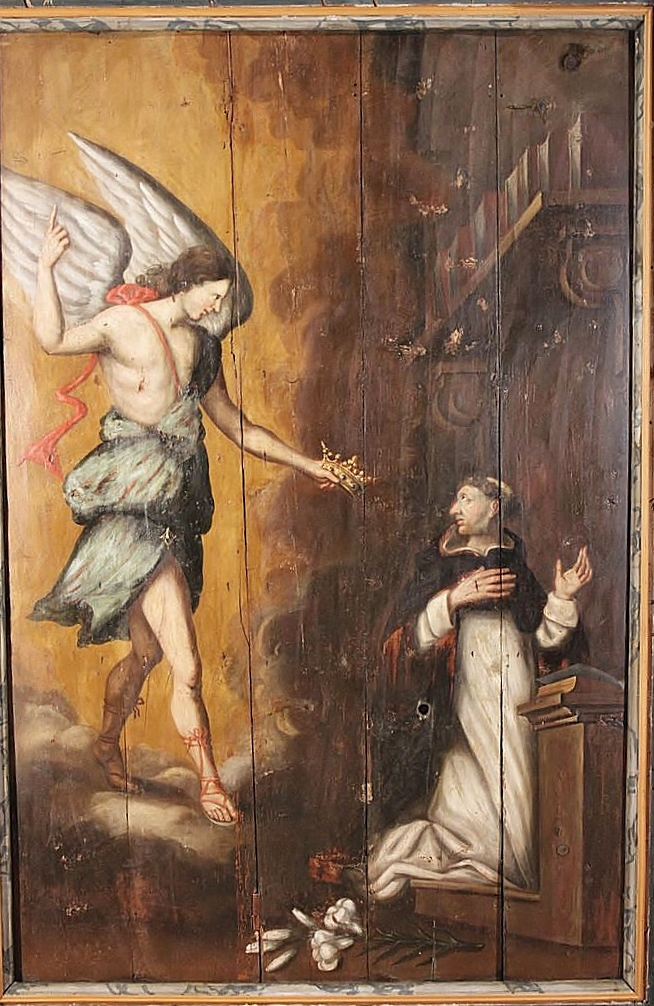
Caisson 14 - La fin prochaine.
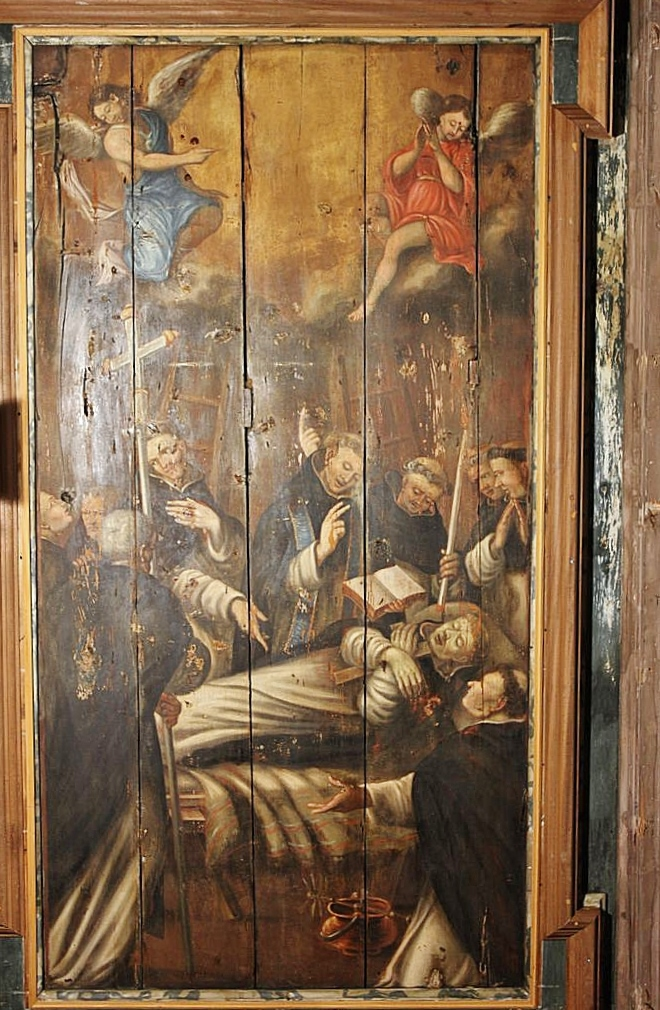
Caisson 15 - La mort de Dominique.